# Richard Chaves
Richard Chaves (Florida, 9 ottobre 1951) è un attore statunitense.

## Biografia
È nato in Florida da un padre ufficiale della Marina degli Stati Uniti che ha lavorò per la Drug Enforcement Administration. Ha studiato recitazione all'Occidental College prima di arruolarsi nell'esercito degli Stati Uniti nel maggio 1970, prestando servizio in Vietnam come fante nella 196ª brigata di fanteria. Fu congedato dall'Esercito nel 1973 con il grado di Specialista 4.
All'inizio degli anni ottanta iniziò a lavorare come attore assumendo vari ruoli in soap opera fino a ottenere un ruolo nel 1987 nei panni di Poncho nel fantascientifico Predator. Poco dopo, ricevette un altro ruolo importante, quello del tenente colonnello Ironhorse nella serie televisiva La guerra dei mondi.
Tra le sue recenti apparizioni figurano i film televisivi Lost Warrior: Left Behind, Dark House e Beyond the Game.

## Filmografia parziale

### Cinema
- Witness - Il testimone (Witness), regia di Peter Weir (1985)
- Cease Fire, regia di David Nutter (1985)
- Predator, regia di John McTiernan (1987)
- Night Eyes 2, regia di Rodney McDonald (1992)

### Televisione
- La famiglia Bradford (Eight is Enough) – serie TV, un episodio (1981)
- Dallas – serie TV, un episodio (1982)
- A cuore aperto (St. Elsewhere) – serie TV, un episodio (1983)
- Hill Street giorno e notte (Hill Street Blues) – serie TV, un episodio (1983)
- Ohara – serie TV, un episodio (1988)
- La guerra dei mondi – serie TV, 25 episodi (1988)
- Sei solo, agente Vincent (L.A. Takedown), regia di Michael Mann – film TV (1989)
- L.A. Law - Avvocati a Los Angeles (L.A. Law) – serie TV, un episodio (1990)
- MacGyver – serie TV, 2 episodi (1990)
- Babylon 5 – serie TV, un episodio (1994)
- Star Trek: Voyager – serie TV, un episodio (1995)
- Walker Texas Ranger (Walker, Texas Ranger) – serie TV, un episodio (1995)
- Il tempo della nostra vita (Days of Our Lives) – serie TV, 4 episodi (2001)

## Doppiatori italiani
Nelle versioni in italiano delle opere in cui ha recitato, Richard Chaves è stato doppiato da:
- Massimo Rinaldi in La famiglia Bradford
- Eugenio Marinelli in Predator
- Paolo Buglioni in La guerra dei mondi